# Sisó comú
El sisó comú o simplement sisó (Tetrax tetrax) és un ocell de gran talla i l'única espècie del gènere Tetrax. És una espècie considerada vulnerable per l'Agència Europea del Medi Ambient, que a Catalunya es troba en ambients estèpics de la plana de Lleida i des del 2009 està protegida per la Directiva Aus de la Unió Europea.

## Morfologia
Té la mida d'un faisà amb 40-45 cm de llarg i 105-115 cm d'envergadura alar. Durant el període reproductor, el mascle té el coll negre, amb dues franges blanques, excepte la part superior, que, com la cara, és de color gris.
Les femelles són de color més clar per la part superior i no tenen marques distintives en el coll i la cara.
El sisó té les potes fortes i quan vola té l'aspecte d'un ànec, amb les ales rígides i arquejades cap avall, però amb un disseny característic de l'espècie, que és l'àmplia banda blanca dorsal. El seu aleteig és ràpid i poc profund.

## Reproducció
És una espècie poligínia, en què un mascle es pot aparellar amb més d'una femella, basat en el festeig de tipus lek, en què els ocells es reuneixen en una àrea restringida i els mascles s'exhibeixen davant les femelles per atreure-les. El nombre d'ous de cada posta oscil·la entre 2 i 6, essent les postes de 3 o 4 ous les predominants. El temps aproximat d'incubació dels ous és de 20-22 dies.

## Distribució geogràfica
Cria a l'Europa central i del sud i fins a l'oest i el centre d'Àsia. Els ocells del sud d'Europa són principalment residents, però altres poblacions migren cap al sud a l'hivern.

## Hàbitat i ecologia
L'hàbitat típic del sisó són els espais obert, de tipus estepari, com ara erms, guarets, prats o conreus de cereals de secà, on la vegetació és baixa. Per als mascles és fonamental que el lek es formi en zones planes i d'àmplia visibilitat per poder detectar les femelles pròximes i que elles vegin la seva parada nupcial. Per a la posta i mentre estan covant, les femelles, en canvi, busquen llocs més protegits, amb vegetació d'uns 45 cm d'alçada i cobertura densa; moltes nidifiquen en camps de cereals.
És un ocell gregari especialment a l'hivern, en què poden formar grups de diversos centenars d'individus. Pertany a la categoria d'ocells estèpics.
És una espècie omnívora; els adults basen la seva alimentació en llavors, insectes i altres animals petits com ara cargols, cucs de terra, granotes i micromamífers. Durant les tres primeres setmanes, els polls s'alimenten gairebé exclusivament d'insectes, bàsicament ortòpters.

## Amenaces i conservació
Segons l'informe Estat de la Natura a Catalunya 2020, els ocells d'ambients agrícoles i esteparis són emprats, en l'àmbit europeu, com a bioindicadors de l'estat de conservació dels sistemes agraris. A Catalunya, tot i que la sèrie temporal de què es disposa (2002-2019) mostra, en conjunt, estabilitat, hi ha un grup que ha patit una forta regressió poblacional: els ocells estèpics dels secans de la plana de Lleida amb una disminució del 27% de les seves poblacions entre 2002 i 2019. De manera específica, la població de sisó va experimentar una davallada del 50% entre el 2002 i el 2014.
Són diverses les causes de la regressió d'aquests ocells: la transformació de cultius de secà en regadiu, la reducció d'erms, guarets i zones amb vegetació natural, la proliferació de vinya emparrada i arbres de secà, la implantació de cereals de cicle més curts, l'aplicació de plaguicides que fan disminuir les poblacions d'artròpodes amb que s'alimenten els ocells estèpics, etc.
Diverses actuacions de conservació dutes a terme per la Generalitat de Catalunya a la plana de Lleida, amb l'objectiu de revertir la situació, comencen a donar fruits. La situació d'algunes espècies ha millorat notablement, especialment la del sisó, que, després de la forta davallada que va patir fins a 2014, ara té la població estabilitzada.